# Den gamle præst
Den gamle Præst er en dansk film fra 1939, instrueret af Jon Iversen, der også har skrevet manuskript med Christen Møller. Filmen, som er baseret på Jakob Knudsens fortælling med samme titel (1899), behandler samvittighedsproblemet.

## Handling
På herregården Søttrup bor Grev Trolle med sin hustru og deres datter, Camilla. Det er højsommer, solen stråler over marker, der lover god høst for beboerne på herregården og i den nærliggende landsby, Brindsted. På en grøftekant ved den bølgende kornmark mødes Camilla med sin ven, landvæsenseleven Preben Bach fra nabogården. Lykkelig og smilende ungdom. Skjult i kornet belurer Magnus Jensen dem. Hans tanker kredser stadig om Camilla, og han er farlig, fordi hans erotiske begær er uden hæmninger.

## Medvirkende
- Poul Reumert
- Katy Valentin
- Rasmus Christiansen
- Jens Asby
- Knud Rex
- Petrine Sonne
- Svend Aggerholm